# Larry Arbuthnot
Larry Arbuthnot (Saint Laurent, 9 maggio 1947) è un ex slittinista canadese.

## Partecipazioni olimpiche
| Competizione | Pos. | Data             | Città     |
| ------------ | ---- | ---------------- | --------- |
| Singolo      | 33ª  | 4 febbraio 1968  | Grenoble  |
| Singolo      | 25ª  | 7 febbraio 1972  | Sapporo   |
| Doppio       | 16ª  | 10 febbraio 1972 | Sapporo   |
| Singolo      | 31ª  | 7 febbraio 1976  | Innsbruck |
| Singolo      | 17ª  | 10 febbraio 1976 | Innsbruck |